# Велосипеден мотокрос
 Тази статия е за колоездачния спорт.  За велосипеда вижте BMX (велосипед).  
Велосипедният мотокрос (на английски: Bicycle Moto Cross), по-известен със съкращението BMX, е дисциплина от колоездачния спорт, възникнала в САЩ в края на 1960-те години.
При нея се изпълняват трикове и номера с 20-цолов велосипед (не с мотоциклети, макар в името си да има съставка мото (от мотор – двигател, но и разговорно съкращение от мотоциклет).

## История
Заражда се, когато деца започват да се състезават с велосипедите си на черните пътища в Южна Калифорния, вдъхновени от суперзвездите на мотокроса по онова време. Големината и ефективността на Schwinn Sting-Ray го правят перфектния избор, след като лесно се модифицира за по-добро управление и произвежда със стандартни шосейни велосипеди за груб терен покрай специално изработените писти в Калифорния. Към средата на 10-летието спортът достига икономически минималното търсене и производители започват да произвеждат велосипеди, предназначени специално за такъв тип състезания.
BMX се популяризира също и в Обединеното кралство. Там се провежда годишен BMX шампионат, чийто победител, обявен за най-добрия в страната, обикновено е спонсориран за участие в състезания в Съединените щати като X-Games, Gravity-Games и AST.
През 1977 г. е създадена Американската велосипедна асоциация като национална организация за разрастващия се спорт. Международната федерация по BMX е основана през април 1981 г. Първият световен шампионат се състои през 1982 г. BMX е включен в Международния колоездачен съюз (Union Cycliste Internationale) от януари 1993 г.
Детският спорт на Велосипеден Мотокрос – Freestyle BMX сега е сред главните събития на годишните летни X Games Sports състезания и ETNIES Backyard Jamp, провеждани на 2-те крайбрежия на САЩ. Популярността на спорта се увеличава заради относителната леснота и достъпност до места за езда и правене на номера.
През 2003 г. Международният олимпийски комитет включва BMX сред олимпийските спортни дисциплини за Летните олимпийски игри в Пекин (Beijing), Китай през 2008 г. Морис Стромберг, Латвия и Анн-Каролин Чаусон, Франция са обявени за първите олимпийски шампиони по BMX съответно за мъже и жени.
- BMX